# Лам, Барри
Барри Лам (кит. трад. 林百里, пиньинь Lín Bǎilǐ) — тайваньский бизнесмен, миллиардер и основатель Quanta Computer.

## Биография
Родился в Шанхае 24 апреля 1949 года. Выросший в Гонконге, он переехал на Тайвань, чтобы поступить в Национальный университет Тайваня. Вместе с несколькими одноклассниками в 1973 году, они основали компанию Kinpo Electronics, которая стала крупнейшим в мире производителем калькуляторов.
Лам покинул Kinpo с несколькими коллегами и в 1988 году и основал Quanta Computer в Тайбэе с первоначальным финансированием в 1 млн долларов. Согласно оценкам официального сайта компании, за 1989 год выручка компании составила 800 млн новозеландских долларов. В 1999 году Quanta начала торговать акциями на тайваньской фондовой бирже и став одним из крупнейших в мире производителем ноутбуков.
Quanta начала расширяться в области облачных вычислений в 2011 году, укрепляя свой серверный бизнес, который был создан в 2000 году.